# هوهنگاندرن
هوهنگاندرن (به آلمانی: Hohengandern) یک شهر در آلمان است که در آیشسفلد واقع شده‌است. هوهنگاندرن ۵۴۷ نفر جمعیت دارد.